# Dálnice v Bulharsku

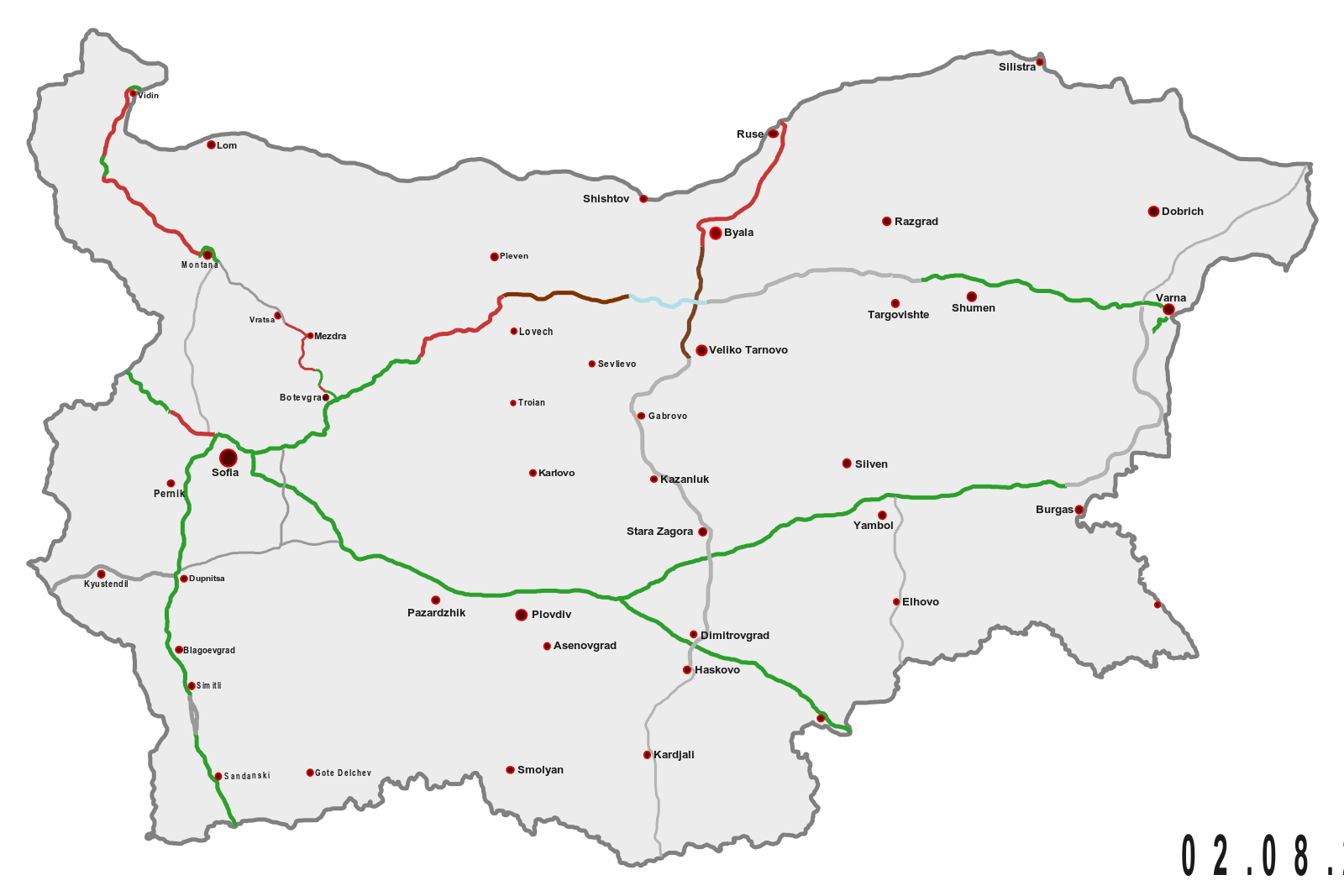
Schéma bulharské dálniční sítě (08/2024)

Dálnice v Bulharsku (bulharsky: Aвтомагистрала, Avtomagistrala) mají v současnosti (10/2022) délku 846 km. V Bulharsku je pro osobní automobily nejvyšší povolená rychlost na dálnicích 140 km/h, na rychlostních silnicích pak 120 km/h. Pro vjezd na bulharskou dálnici je potřeba mít platnou dálniční známku. Ta je nutná nejen na dálnicích, ale téměř na všech silnicích I. třídy, tedy i na obchvatech a rychlostních silnicích.

## Historie výstavby dálnic
Rozhodnutí o výstavbě bulharské dálniční smyčky, skládající se ze tří dálnic: Trakija (A1), Chemus (A2) a Černo more (A5), bylo v tehdy socialistickém Bulharsku přijato 19. května 1964. Hlavními projektanty dálnice byli inženýři Gabrail Gabrailov a Ivan Kolarov. Výstavba byla zahájena v roce 1973 a až do roku 1989 byla prováděna především společností Pătni stroeži (Пътни строежи). Do roku 1990 bylo v Bulharsku postaveno více než 270 km dálnic. Po vstupu Bulharska do Evropské unie v roce 2007 se pomocí přidělených fondů podařilo stavbu dálniční sítě urychlit. Od roku 2010 jsou postupně zprovozňovány nové důležité úseky. Hlavní a nejdůležitější bulharská dálnice A1, která spojuje metropoli Sofii a největší bulharská města s pobřežím Černého moře byla dobudována v červenci 2013. Na začátku doku 2019 byly podle rozhodnutí vlády ze dne 27. prosince 2018 některé dálnice přečíslovány, což se dotklo dálnice A6, A7 a zčásti A3. V roce 2021 mělo Bulharsko celkovou délku dálniční sítě 831 km.

## Dálnice

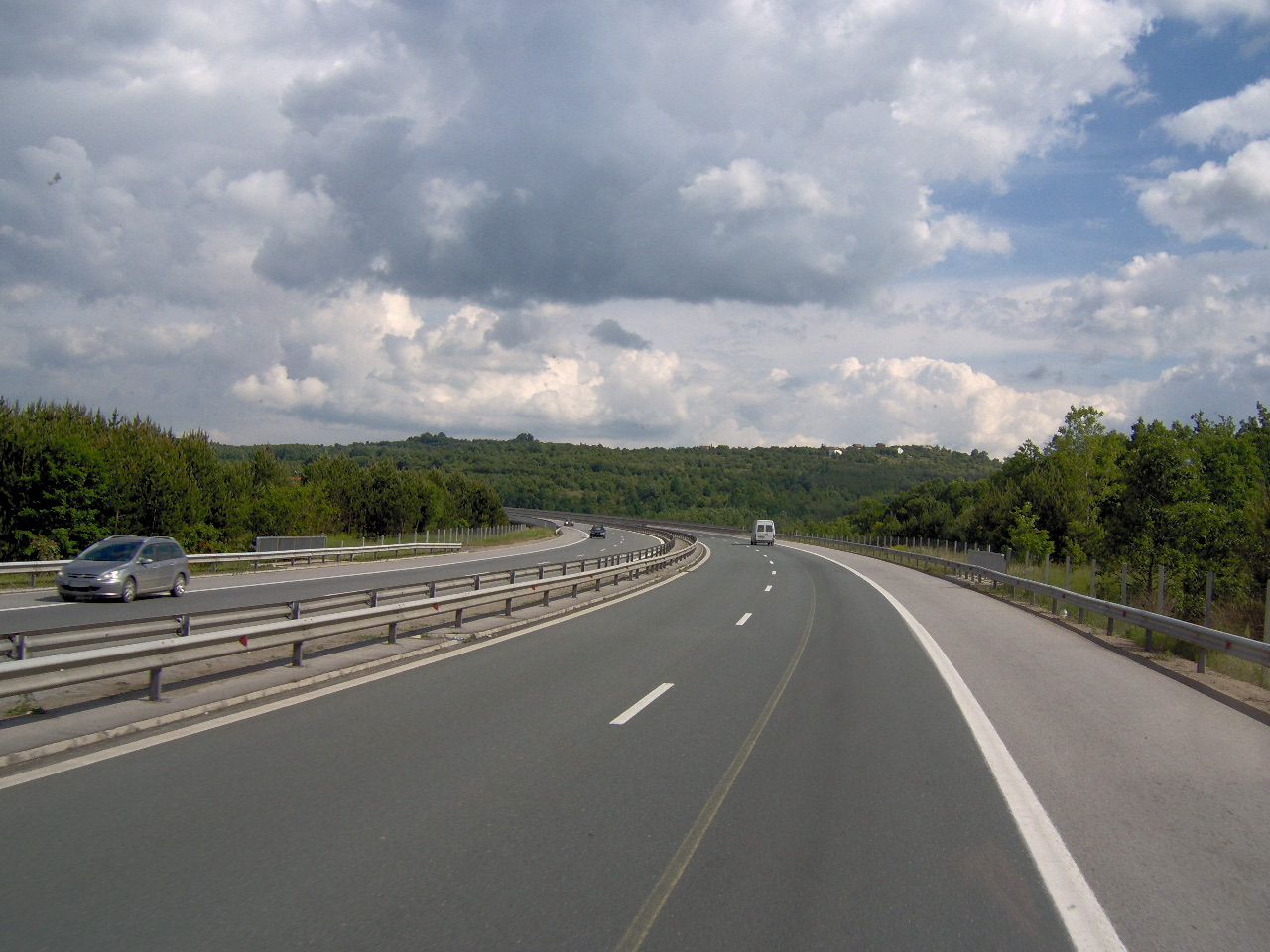
Trácká dálnice A1

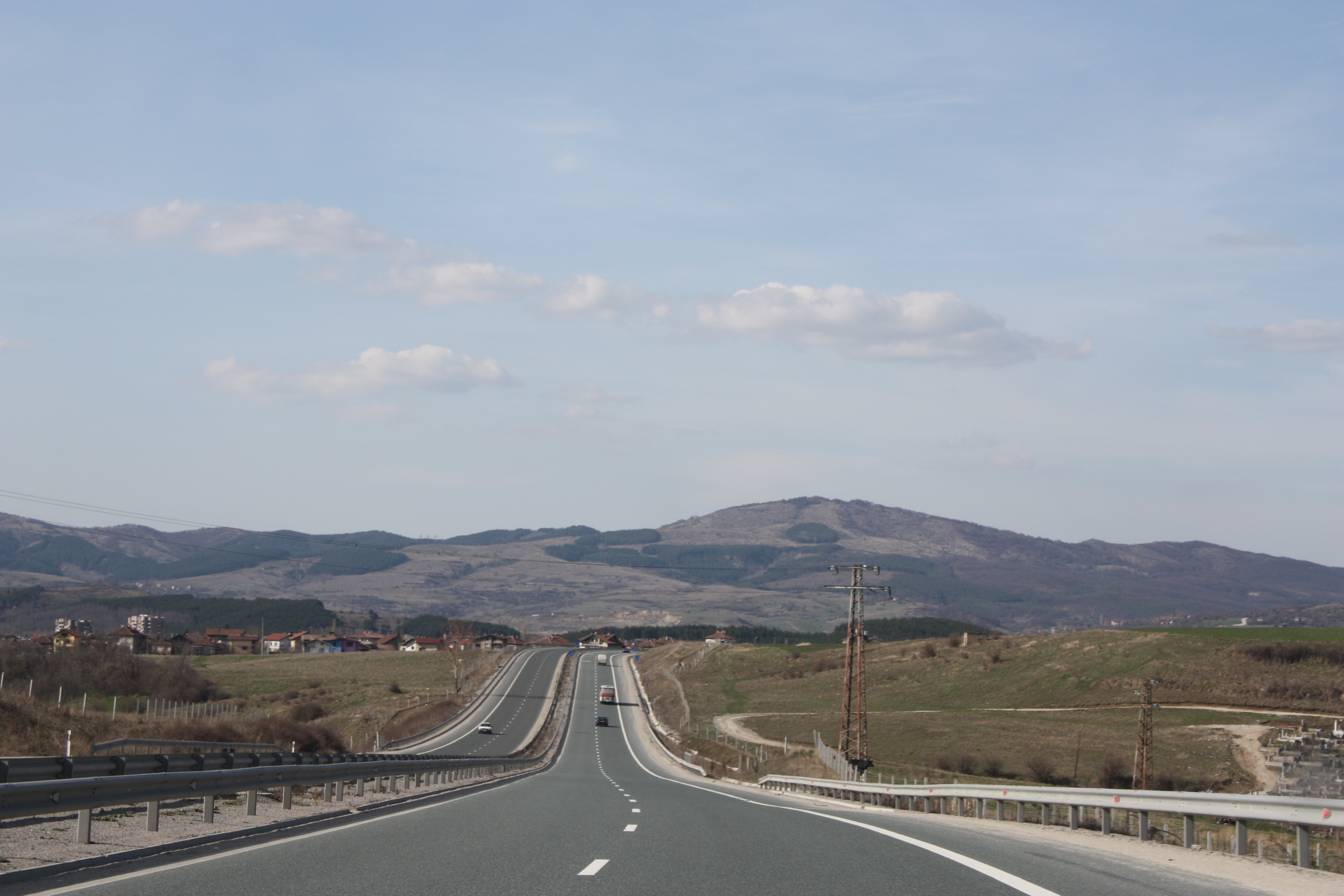
Dálnice Struma u Sofie

Dálnice jsou v Bulharsku označovány písmenem A a příslušným číslem, případně jsou známy také svým pojmenováním:
| Číslo a pojmenování     | Mapa               | Trasa                                                        | V provozu (km) | Ve výstavbě (km) | Celková délka (km) |
| ----------------------- | ------------------ | ------------------------------------------------------------ | -------------- | ---------------- | ------------------ |
| "Trakija"               | Dálnice Trakija    | Sofie – Plovdiv – Stara Zagora – Jambol – Burgas             | 360            | -                | 360                |
| "Chemus"                | Dálnice Chemus     | Sofie – Loveč – Pleven – Veliko Tǎrnovo – Varna              | 191            | 78               | 418                |
| "Struma"                | Dálnice Struma     | Sofie – Petrič – Kulata / Řecko (dálnice )                   | 138            | 8                | 172                |
| "Marica"                | Dálnice Marica     | Orizovo – Svilengrad – Kapitan Andreevo / Turecko (dálnice ) | 117            | -                | 117                |
| "Černo more"            | Dálnice Černo more | Burgas – Nesebǎr – Varna                                     | 8              | -                | 103                |
| "Evropa"                | Dálnice Ljulin     | Sofie – Slivnica – Kalotina / Srbsko (dálnice )              | 32             | 15               | 63                 |
| "Ruse - Veliko Tǎrnovo" | Dálnice Kalotina   | Veliko Tǎrnovo – Bjala – Ruse                                | 0              |                  | 133                |

## Rychlostní silnice
Kromě dálnic probíhá nebo se připravuje výstavba těchto rychlostních silnic (bulharsky: Скоростен път, Skorosten pǎt):
| Rychlostní silnice    | Mapa | Z            | Přes                   | Do                                 | Plánováno | V provozu | %     | Ve výstavbě | Veřejná soutěž | Odhadované zprovoznění |
| --------------------- | ---- | ------------ | ---------------------- | ---------------------------------- | --------- | --------- | ----- | ----------- | -------------- | ---------------------- |
| Botevgrad-Vidin       |      | Botevgrad    | Mezdra, Vraca, Montana | Vidin, Most Nové Evropy / Rumunsko | 185 km    | 18,5 km   | 10%   | 76 km       | 88,7 km        | 2026                   |
| Šumen-Ruse            |      | Šumen        | Razgrad                | Ruse, Most přátelství / Rumunsko   | 110 km    | −         | −     | −           | −              | −                      |
| Stara Zagora-Kazanlak |      | Stara Zagora | Jagoda                 | Kazanlak                           | 26 km     | 11,1 km   | 42,5% | −           | -              | −                      |